# ANGEL (氷室京介の曲)
「ANGEL」（エンジェル）は氷室京介の1stシングル。1988年7月21日に東芝EMI／EASTWORLDより、7インチレコード及び8センチCDにてリリース。

## 解説
- 元BOØWYのボーカルであった氷室のソロデビューシングル。オリコン1位を記録し、1988年の年間順位では8位を記録。
- 初回プレスのみ、ジャケット型ステッカー付属。
- オリコンチャート1位を4週連続で獲得した。

## 収録曲
全曲 作詞・作曲：氷室京介 編曲：吉田建・氷室京介
1. ANGEL (3:49)
MVは、どこか不自然さのある女性が序盤に登場するが、中盤においてこの女性の正体が、かつて仲が良かった姉が死亡し、（服装から恐らくは葬儀の後で）教会の聖母マリア像に祈りを捧げ、それからしばらくして姉が使っていた化粧を自分に施すことがきっかけになって女装癖に目覚めた男性だと判明する内容である。また、この女装男性にとって憧れの姉が、彼の「天使（ANGEL）」であるという表現が成されている。
ライブでは、1995年頃まで氷室はシングルバージョンよりもキーを半音下げて歌っていたが、1998年以降は元のキーに戻して歌っている。
2. SHUFFLE (3:36)
ベスト・アルバム『SINGLES』（1995年）にて、アルバム初収録となった。

## 収録アルバム
ANGEL
- FLOWERS for ALGERNON（アルバムバージョン）
- masterpiece ＃12（リミックスバージョン）
- SINGLES
- Case of HIMURO
- 20th Anniversary ALL SINGLES COMPLETE BEST JUST MOVIN' ON 〜ALL THE-S-HIT〜
- KYOSUKE HIMURO 25th Anniversary BEST ALBUM GREATEST ANTHOLOGY（アルバムバージョン）
- L'EPILOGUE
- 龍が如く0～80'sHits!Collection～

SHUFFLE
- SINGLES

## ライブ映像作品
ANGEL
- KING OF ROCK SHOW of 88'S-89'S TURNING PROCESS
- NEO FASCIO TURNING POINT
- Birth of Lovers
- OVER SOUL MATRIX
- LIVE AT THE TOKYO DOME SHAKE THE FAKE TOUR
- The One Night Stands 〜TOUR "COLLECTIVE SOULS" 1998〜
- Digital BeatNix Tower
- 20th ANNIVERSARY TOUR 2008 JUST MOVIN' ON -MORAL〜PRESENT-
- L'EGOISTE
- 20th Anniversary TOUR 2008 JUST MOVIN' ON -MORAL〜PRESENT- Special Live at the BUDOKAN
- SPECIAL GIGS THE BORDERLESS FROM BOØWY TO HIMURO
- COUNTDOWN LIVE CROSSOVER 12-13
- KYOSUKE HIMURO 25th Anniversary TOUR GREATEST ANTHOLOGY -NAKED-FINAL DESTINATION DAY-01
- KYOSUKE HIMURO 25th Anniversary TOUR GREATEST ANTHOLOGY -NAKED-FINAL DESTINATION DAY-02
- KYOSUKE HIMURO TOUR2010-11 BORDERLESS 50×50 ROCK'N'ROLL SUICIDE at BUDOKAN
- KYOSUKE HIMURO LAST GIGS
- KYOSUKE HIMURO THE COMPLETE FILM OF LAST GIGS

## スタッフ・クレジット

### 参加ミュージシャン
- 村上“ポンタ”秀一 - ドラムス
- 吉田建 - ベース
- 西平彰 - キーボード
- チャーリー・セクストン - ギター

### スタッフ
- 吉田建 - プロデューサー
- 氷室京介 - プロデューサー

## カバー
- エリック・マーティン『Mr. Rock Vocalist』（2012年10月10日）